# Línea 520 (La Plata)
La línea 520 es una línea de colectivos urbana del Partido de La Plata. Une la ciudad de nombre homónimo con el Paraje La Hermosura y con Villa Alba. La línea es operada por la empresa Unión Platense S.R.L.
A pesar de que anteriormente existía la línea 520, desde 1939 hasta 2002, cuando se unificó con la Línea Norte, la línea cubre recorridos que otrora operaba la Línea Este.

## Recorrido
Ramales:
- 1 Villa Alba - 122 y 66 - Plaza Rocha - Term. de Ómnibus - Estación de ferrocarril
- 2 Villa Alba - El Carmen - Barrio Jardín - Hosp. Policlínico - Plaza San Martín - Estación de ferrocarril
- 3 Paraje La Hermosura - Plaza San Martín - Term. de Ómnibus - Estación de ferrocarril - 116 y Diag. 80